# Saron-sur-Aube
Saron-sur-Aube is een gemeente in het Franse departement Marne (regio Grand Est) en telt 254 inwoners (1999). De plaats maakt deel uit van het arrondissement Épernay.

## Geografie
De oppervlakte van Saron-sur-Aube bedraagt 16,9 km², de bevolkingsdichtheid is 15,0 inwoners per km².
De onderstaande kaart toont de ligging van Saron-sur-Aube met de belangrijkste infrastructuur en aangrenzende gemeenten.

## Demografie
Onderstaande figuur toont het verloop van het inwonertal (bron: INSEE-tellingen).